# 迪奧什蒂鄉
44°07′N 24°11′E / 44.117°N 24.183°E
迪奧什蒂鄉（羅馬尼亞語：Comuna Dioști, Dolj），是羅馬尼亞的鄉份，位於該國西南部，由多爾日縣負責管轄，處於布加勒斯特以西160公里，每年平均降雨量962毫米，海拔高度141米，2007年人口3,245。